# Mosh (песня)
«Mosh» — одна из известных песен американского рэпера Эминема, выпущенная 26 октября 2004 года. Она вошла в его альбом Encore, который стал доступен для слушателей позже в том же году.
Песня имеет ярко выраженную политическую направленность и является критикой политики тогдашнего президента США Джорджа Буша, а также войны в Ираке. Эминем использует свои тексты, чтобы выразить недовольство по поводу современных ему событий и мобилизировать молодёжь против войны и неправомерных действий правительства.